# منطقة وصاية لوماجانغ
منطقة وصاية لوماجانغ (بالإندونيسية: Kabupaten Lumajang)‏ هي منطقة وصاية تقع في جاوة الشرقية بإندونيسيا. عاصمتها هي مدينة لوماجانغ، يقدر عدد سكانها في 2014 بـ 1,034,730 نسمة ومساحتها 1.790,90 كم2.